# Similia
Vous pouvez aider à l'améliorer ou bien discuter des problèmes sur sa page de discussion.
- Il ne cite pas suffisamment ses sources. Vous pouvez indiquer les passages à sourcer avec {{référence nécessaire}} ou {{Référence souhaitée}}, et inclure les références utiles en les liant aux notes de bas de page. (Marqué depuis avril 2024)
- Son contenu est rédigé entièrement ou presque à partir d'une seule source. N'hésitez pas à modifier cet article pour améliorer sa vérifiabilité en apportant de nouvelles références dans des notes de bas de page. (Marqué depuis avril 2024)
- Certaines informations devraient être mieux reliées aux sources mentionnées dans la bibliographie ou les liens externes. Améliorez sa vérifiabilité en les associant par des références. (Marqué depuis avril 2024)
- Il ne s’appuie pas, ou pas assez, sur des sources secondaires ou tertiaires. (Marqué depuis avril 2024)

- Archive Wikiwix
- Bing
- Cairn
- DuckDuckGo
- E. Universalis
- Gallica
- Google
- G. Books
- G. News
- G. Scholar
- Persée
- Qwant
- (zh) Baidu
- (ru) Yandex
- (wd) trouver des œuvres sur Wikidata

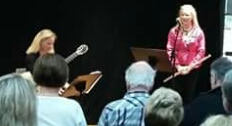
Similia en spectacle en 2015.

Similia est un duo musical classique composé des jumelles Annie Labrie (guitare) et Nadia Labrie (flûte).
Originaires de Rimouski au Québec, elles ont étudié la musique au conservatoire de musique du Québec, puis à l'Université Laval et à l'Université de Montréal.
Elles jouent de la flûte traversière et de la guitare classique et ont commencé leur carrière musicale en 1997. Elles ont participé à l'émission Fête de la musique.
Leur entrée dans le monde de la télévision a été remarquée sur Radio-Canada et sur le réseau TVA. Elles sont diffusées sur Radio-Canada.

## Discographie
- Cantabile, 2001
- Nota del sol, 2004
- Fantasia, 2005
- Dolce Vita, 2007

## Honneurs
- Bourse du conseil des arts et lettres du Québec
- Bourse Solange Charest
- Prix du Concours musical du Canada
- Félix de l'album de l'année
- Médaille du Gouverneur général pour Nadia